# Liste des carrières de pierre en France
Cette liste alphabétique qui est non exhaustive recense les sites de carrières de pierre de construction en France.

## Carrières en activité

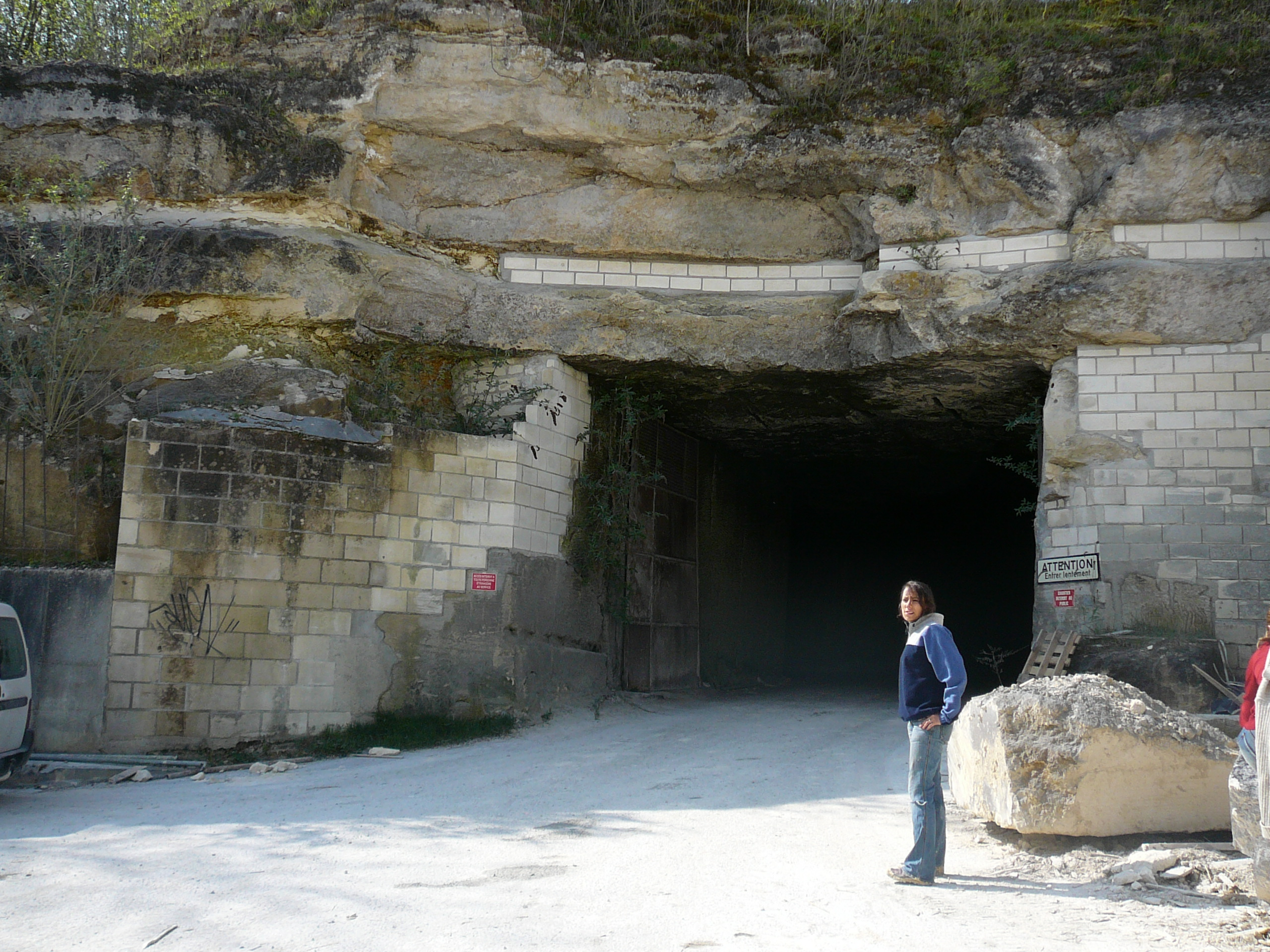
Entrée de la carrière de Bonneuil-en-Valois, dans l'Oise.

### Auvergne-Rhône-Alpes
- Carrière de Parmilieu, dans l'Isère ;
- Carrière de La Sarée ;
- Carrières de Provence ;
- Carrière Poccachard à Pollionnay, dans le Rhône ;
- Carrière de Barny, dans le Rhône.
- Carrière de Volvic.

### Bourgogne-Franche-Comté
- Carrières de Comblanchien, en Côte-d'Or  ;
- Carrière d'Etrochey, en Côte-d'Or ;
- Carrière de Môlay, dans l'Yonne .

### Centre-Val-de-Loire
- Carrières de Bourges, dans le Cher .
- Carrière de Prasville, dans en Eure-et-Loir.

### Corse
- Carrière de pierre de Brando Cinti, en Corse-du-Sud .

### Grand-Est
- Carrière de Trapp à Champenay, dans le Bas-Rhin .
- Carrière de pierre bleue, à Givet, dans les Ardennes .
- Carrière de Senonville, en Meuse.
- carrière de grès des Vosges, Adamswiller en Alsace bossue ;
- Carrière de granit rose des Vosges, à Saint-Pierre-Bois, dans le Bas-Rhin.

- Carrière d'Euville, dans la Meuse ;
- Carrière de Savonnières, dans la Meuse ;
- Carrières de Jaumont, en Moselle.

### Hauts-de-France
- Carrières d'Houdain dans le Nord [1] ;
- Carrières de la Vallée Heureuse, à Hydrequent, dans le Pas-de-Calais  ;
- Carrières du Boulonnais, à Ferques, dans le Pas-de-Calais  ;
- Carrière de Bellignies (SECAB) dans le Nord ;
- Carrière BOCAHUT dans le Nord ;
- Carrière du STINKAL dans le Nord ;
- Carrière de Bonneuil-en-Valois, dans l'Oise ;
- Carrière de Saint-Maximin, dans l'Oise ;
- Carrière de Montataire, dans l'Oise ;
- Carrière de Saint-Leu-d'Esserent, dans l'Oise ;
- Carrière de Saint-Pierre-Aigle, dans l'Aisne ;
- Carrière de Vassens, dans l'Aisne.
- carrière Ccm (comptoirs calcaires et matériaux

Dans le nord

### Île-de-France
- Carrière de grès, à Fontainebleau en Seine-et-Marne  ;
- Carrière de calcaire, à Souppes-sur-Loing en Seine-et-Marne ;
- Carrières des Buttes du Parisis, dans le Val-d'Oise.

### Normandie
- Carrière de Basse-Normandie  ;
- Carrière de Brix (grès armoricains)
- Carrière d'Orival, pierre de Creully, dans le Calvados .

### Nouvelle-Aquitaine
- Les Carrières de Bontemps, La Pierre de Limeyrat, en Dordogne
- Carrières Vèze, pierre de Sarlat, en Dordogne  ;
- Entreprise et carrière Lafaure, pierres de Paussac et de Mauzens, en Dordogne  ;
- Carrière de Roquefond, à Vianne, en Lot-et-Garonne[2].
- Carrière Maquignon Frères, à Usseau, dans la Vienne  ;
- Carrière Baron et fils, à Sossay dans la Vienne
- Carrières d'Ambazac à Ambazac (87240)
- Carrières de Crazannes, pierre de Crazannes en Charente-Maritime

### Occitanie
- Carrière de Vers-Pont-du-Gard, dans le Gard  ;
- Carrière de Montdardier, dans le Gard ;
- Carrière de Beaucaire, dans le Gard .
- Carrière de Penne, dans le Tarn ;
- Carrière de Saint-julien-du-Tournel, schiste, en Lozère
- Carrière de Beaulieu, Calcaire coquillier, dans le Gard

### Pays de la Loire
- Carrière de tuffeau de La Herpinière, à Turquant, en Maine-et-Loire  ;
- Carrières de tuffeau Lucet, en Maine-et-Loire.

Carrière mousset saint Florence

### Provence-Alpes-Côte d'Azur

#### Bouches-du-Rhône
- Carrières de Provence, pierre du Luberon, à Fontvieille (près d'Aix-en-Provence) dans les Bouches-du-Rhône

#### Vaucluse
- Carrière de Serre Frères Ménerbes, dans le Vaucluse

#### Var
- Carrière de pierre de Bormes dans le Var

## Carrières abandonnées

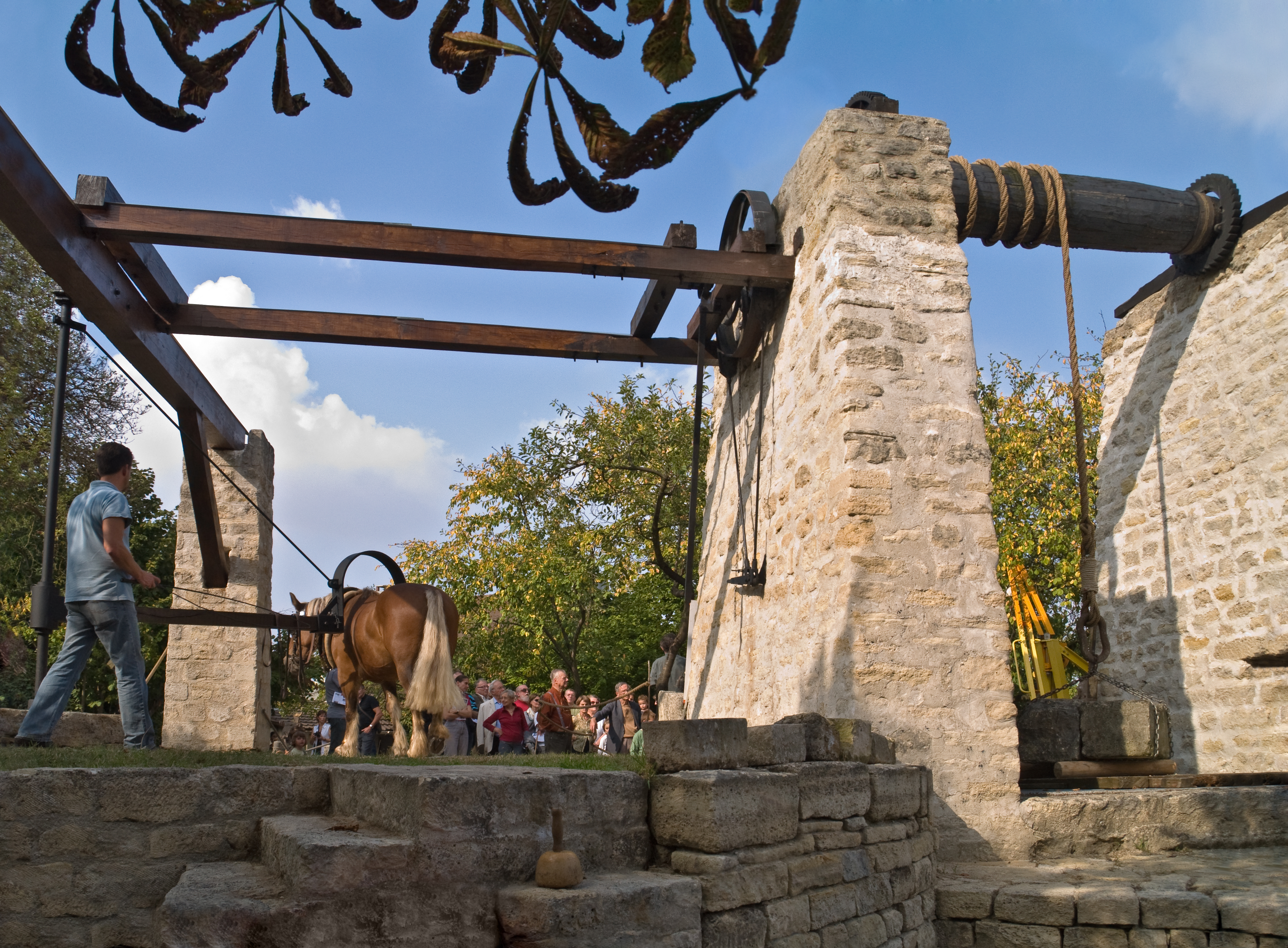
Treuil d'une ancienne carrière de pierre calcaire (Châtillon, dans les Hauts-de-Seine).

### Nouvelle Aquitaine
La liste ci-dessous synthétise le travail personnel de topographie du spéléologue JP CASSOU. Elle est issue de la base de données spéléologiques Karsteau : https://www.karsteau.org/karsteau/departements/secteur.php?secteur=FR-33CRD&dep=FR33 
| Nom               | Commune            | Département | Développement (m) | Topographie | Auteur    |
| ----------------- | ------------------ | ----------- | ----------------- | ----------- | --------- |
| Citon-Cénac       | Cénac              | Gironde     | 114 796 m         | En cours    | JP CASSOU |
| Langoiran-Lestiac | Langoiran, Lestiac | Gironde     | 98 384 m          | En cours    | JP CASSOU |
| Latresne-Plateau  | Latresne           | Gironde     | 62 000 m          | En cours    | JP CASSOU |
| Tabanac           | Tabanac            | Gironde     | 37 803 m          | En cours    | JP CASSOU |
| Cambes - STEP     | Cambes             | Gironde     | 6 648 m           | Terminé     | JP CASSOU |
| Croignon KP1      | Croignon           | Gironde     | 21 138 m          | En cours    | JP CASSOU |
| Cambes Chabannes  | Cambes             | Gironde     | 29 558 m          | Terminé     | JP CASSOU |
| Cénac-Lamothe     | Cénac              | Gironde     | 1 862 m           | Terminé     | JP CASSOU |
| Omet              | Omet               | Gironde     | 5 202 m           | En cours    | JP CASSOU |
| Camblannes I      | Camblannes         | Gironde     | 11 529 m          | En cours    | JP CASSOU |

### Auvergne-Rhone-Alpes
- Carrières C.A.R.P d'Espaly-Saint-Marcel, dans la Haute-Loire.
- Carrière de grès de Courzieu, utilisée pour la plupart de la voirie lyonnaise jusqu'à l'apparition du bitume.
- Carrière de Vienne

Situé au sud de Vienne en plein délabrement belle infrastructure.

### Centre-Val-de-Loire
- Carrières de Bourré, dans le Loir-et-Cher ;
- Carrières de Pontlevoy, dans le Loir-et-Cher.

### Grand Est
- Carrières d'Ottrott-Saint-Nabor, dans le Bas-Rhin.
- Carrières souterraines et aériennes du Perthois dans la Marne et la Haute-Marne.

### Hauts-de-France

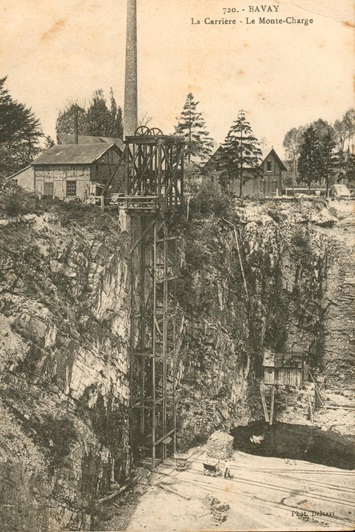
Carte postale de la carrière de grès de Bavay vers 1900.

- Carrière de grès "Chevallier & Cie" de Bavay devenue Réserve naturelle régionale de la carrière des Nerviens.

### Île-de-France
- Carrières des Capucins, à Paris ;
- Carrière du chemin de Port-Mahon, à Paris ;
- Grand réseau sud, à Paris ;
- Carrières d'Amérique, à Paris ;
- Carrières de Bagneux, dans les Hauts-de-Seine ;
- Carrières de Châtillon, dans les Hauts-de-Seine ;
- Carrière Saint-Pierre de Gagny, en Seine-Saint-Denis  ;
- Carrières d'Arcueil-Gentilly, dans le Val-de-Marne ;
- Carrières de Gravelle, dans le Val-de-Marne ;
- Carrières de Carrières-sur-Seine dans les Yvelines.